# Kosovo KS08
KS08 var namnet på den 8:e svenska kontingenten i Kosovo; en fredsbevarande enhet som Sverige skickade till Kosovo. KS08 övertog ansvaret den 14 juni 2003 och bestod av en bataljon samt ytterligare förband och stabsofficerare, tjänstgörande vid brigadstaben och HQ KFOR. KS08 bestod av strax över 600 män och kvinnor. (Sammanlagt fanns det strax över 1100 soldater i den svenska kontrigenten under KS 08s tid). Mot slutet av insatsen avvecklades 3 mekskyttekompaniet (SL). KS 08 blev den sista hela bataljonen som tjänstgjorde på Balkan. Under sista tiden avvecklades även det svenska NSE som fanns förlagd i Makedonien och flyttade in på Camp Victoria.
Den största delen av personalen var grupperad vid Camp Victoria, i Hajvalia utanför Pristina. 
Förläggningar: 
QL: Camp Victoria, Troophouse Gračanica.
RL: Camp Victoria, Station South (Inne i Pristina, avvecklades), Station Central (Inne i Pristina, avvecklades). 
SL: Camp Victoria. 
PL: Camp Victoria, C2, Camp Torhov 
VL: Camp Victoria, Film City 
MNMP: Camp Torhov.

## Förbandsdelar
- Bataljonschef: Överstelöjtnant Magnus Juhlin
- Stf. Bataljonschef: Överstelöjtnant Kristian Bouveng.
- Military Assistent (MA): Kapten Ramnemyr.
- Stab- och understödskompani: Chef kapten Eriksson (PL)
- 1 mekskyttekompaniet: Chef kapten Ottoson (QL)
- 2 mekskyttekompaniet: Chef major Lennart Widerström (RL)
- 3 mekskyttekompaniet: Chef major Sjögren-Amcoff (SL)